# Saints Row: The Third
Saints Row: The Third este un joc de acțiune-aventură-comedie open world care are loc în orașul fictiv Steelport. A fost dezvoltat de Volition, Inc. și publicat de THQ. A fost lansat pe 15 noiembrie 2011 în Australia și America de Nord, și pe 18 octombrie 2011 în Europa pentru Microsoft Windows, PlayStation 3 și Xbox 360. Este al treilea joc din seria Saints Row, după lansarea lui Saints Row 2 în 2008. Ca și în Saints Row 2, jucătorul ia controlul liderului găștii „the Saints” (română Sfinții), care se luptă pentru controlul total al orașului cu alte trei găști. Din cauza intensificării conflictelor dintre ele, STAG (Special Tactical Anti-Gang), o forță de poliție condusă de Comandantul Cyrus Temple este trimisă să facă liniște în Steelport. Următorul joc din serie, Saints Row IV, a apărut în luna august a anului 2013.

## Personajele
Mai jos sunt enumerate personajele jocului și actorii care au participat la dublarea lor:
- The Boss
  - Troy Baker ca Male Voice 1
  - Kenn Michael ca Male Voice 2
  - Robin Atkin Downes ca Male Voice 3
  - Laura Bailey ca Female Voice 1
  - Tara Platt ca Female Voice 2
  - Rebecca Sanabria ca Female Voice 3
  - Steve Blum ca Zombie Voice
- Daniel Dae Kim ca Johnny Gat
- Danielle Nicolet ca Shaundi
- Arif S. Kinchen ca Pierce Washington
- Andrew Bowen ca Josh Birk
- Tim Thomerson ca Cyrus Temple
- Rick D. Wasserman ca Eddie 'Killbane' Pryor
- Natalie Lander ca Kinzie Kensington
- Hulk Hogan ca Angel de la Muerte
- Sasha Grey ca Viola DeWynter
- Alex Désert ca Zimos
- Tasia Valenza ca Monica Hughes
- Anastacia McPherson ca Kia
- Mark Allan Stewart ca Oleg Kirlov
- Yuri Lowenthal ca Matt Miller and Professor Genki
- Megan Hollingshead ca Kiki DeWynter
- Jacques Hennequet ca Phillipe Loren
- Mike Carlucci ca Zach
- Rob Van Dam ca Bobby
- Lauri Hendler ca Jane Valderama
- Burt Reynolds ca el însuși

## DLC-uri
- Online Pass
- "Genkibowl VII"
- "Gangstas In Space"
- "The Trouble With Clones"
- Nyte Blayde Pack
- Invincible Pack
- Shark Attack Pack
- Explosive Combat Pack
- Z-Style Pack
- Warrior Pack
- CheapyD
- Valve Clothing Pack
- Funtime Pack
- Money Shot Pack
- Blood Sucker Pack
- Special Ops Vehicle Pack
- Steelport Gangs Pack
- Penthouse Pack
- Genki Girl Pack
- Witches and Wieners
- Horror Pack
- Unlockable Pack